# 交通局前停留場 (熊本県)
交通局前停留場（こうつうきょくまえていりゅうじょう）は、熊本県熊本市中央区大江五丁目、九品寺二丁目にある熊本市交通局（熊本市電）の電停。停留所番号は14。A系統・B系統が停車する。

## 利用可能な路線
- 熊本市交通局
  - 水前寺線 - ■A系統・■B系統

## 歴史
- 1924年（大正13年）8月1日：大江車庫前駅として開業。
- 1935年（昭和10年）2月：電気局前駅に改称。
- 1944年（昭和19年）6月1日：交通局前停留場に改称。

## 停留場構造
相対式ホーム2面2線を有する。味噌天神前電停側に折り返し設備および交通局への引き込み線がある。また、一部の電車は当電停で乗務員の交代を行う。横断歩道を渡ってアクセスする。車椅子に対応。
| のりば | 路線           | 方向 | 行先                                             |
| ------ | -------------- | ---- | ------------------------------------------------ |
| 西側   | ■A系統         | 上り | 通町筋・辛島町・熊本駅・田崎橋方面               |
| 西側   | ■B系統         | 上り | 通町筋・辛島町・本妙寺入口・上熊本方面           |
| 東側   | ■A系統・■B系統 | 下り | 新水前寺駅・水前寺公園・動植物園入口・健軍町方面 |

## 利用状況
| 1日乗降人員推移 | 1日乗降人員推移 |
| 年度            | 1日平均人数     |
| --------------- | --------------- |
| 2011年          | 1,453           |
| 2012年          | 1,283           |
| 2013年          | 1,386           |
| 2014年          | 1,556           |
| 2015年          | 1,657           |

## 停留場周辺

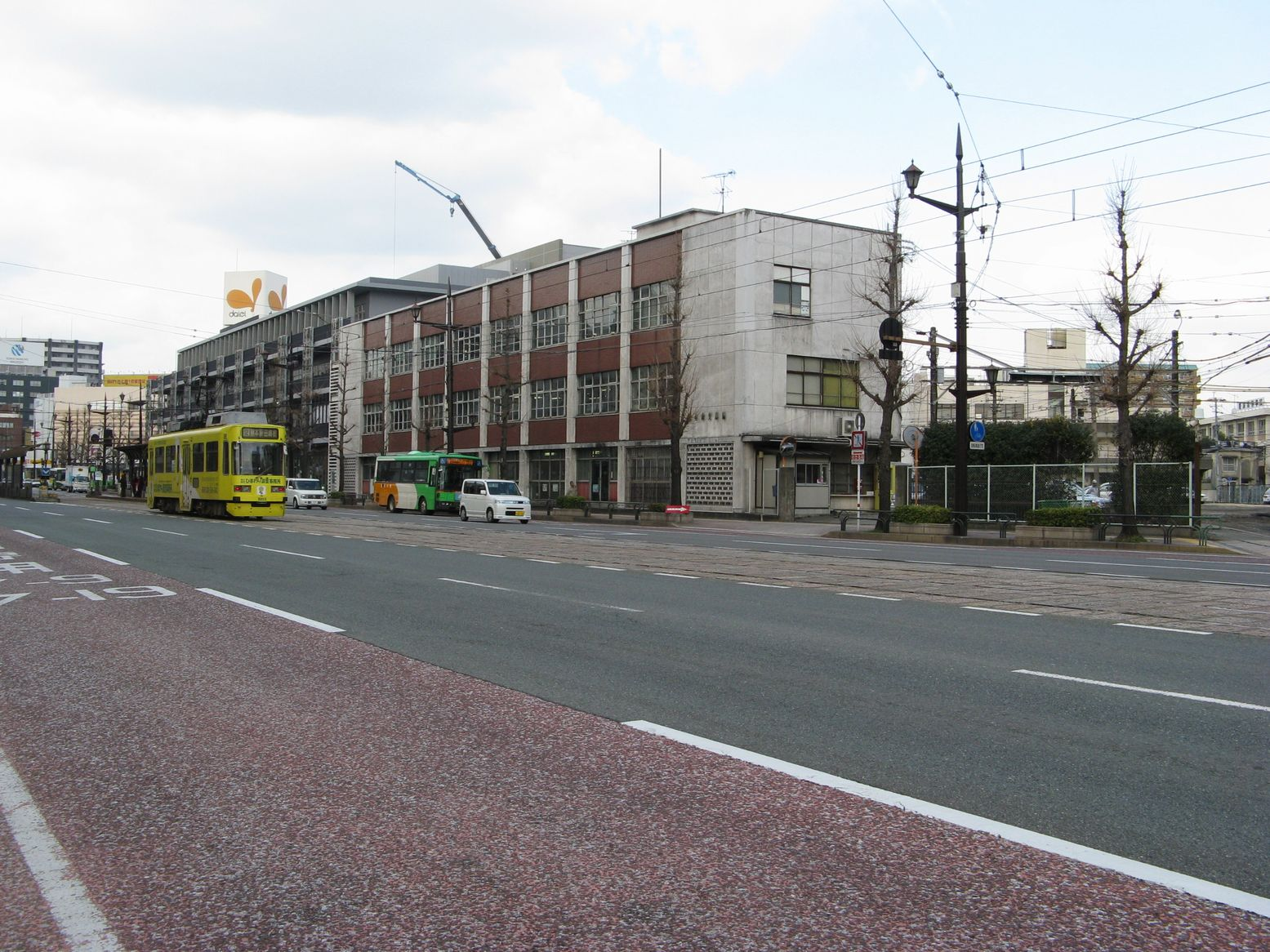
熊本市交通局（旧・大江局舎）

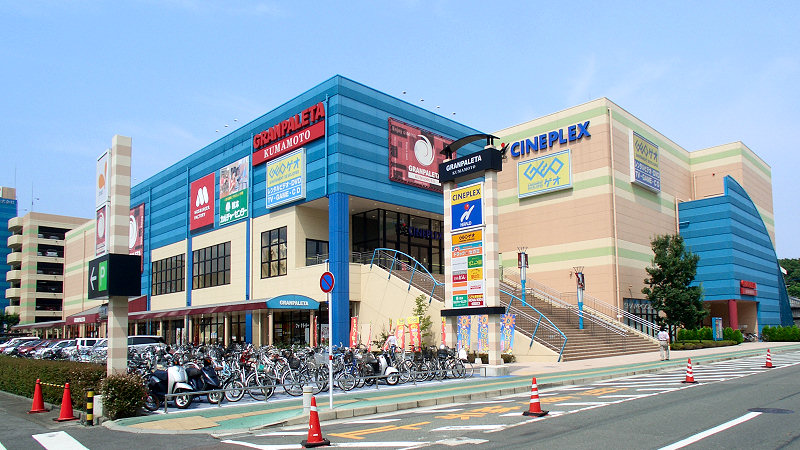
グランパレッタ熊本

路面電車の走る熊本県道28号熊本高森線（通称：電車通り）に沿ってオフィスビルや商店が点在する。電車通りから入ると住宅街となっており、また高等学校の集中する文教地区でもある。
- イオン熊本中央店（旧ダイエー熊本店）
- グランパレッタ熊本（ユナイテッド・シネマ熊本などが入居）
- 熊本市交通局
- 熊本市総合保健福祉センター（ウェルパルくまもと）
- 熊本市こどもセンター（あいぱるくまもと）
- 九州学院中学校・高等学校
- 真和中学校・高等学校
- 鎮西中学校・高等学校
- 慶誠高等学校
- 熊本中央信用金庫 本店

## バス路線
- 交通局前
  - 産交バス - 東4・5・7・8、県14～18・20・21・24・25、西4・6・7・10・12、野3・6、川1・11、京4系統及び桜町BT・熊本駅・西部車庫行き、快速たかもり号
  - 電鉄バス - 県33～35系統、北1・5・9系統（いずれも本数少。平日朝夕の通勤時間帯のみの運行で桜町BT方面には停車しない）
  - 熊本バス - 東2・9・11、県26～28、川1系統
  - 熊本都市バス -  味1・2・4～6、島1・2、東1・3、県1～3・5～7・11・12、西1、南1、上1・4、京1系統

## 隣の停留場
熊本市交通局
■A系統・■B系統（水前寺線）
九品寺交差点電停 (13) - 交通局前電停 (14) - 味噌天神前電停 (15)